# Notia Kinuria
Notia Kinuría (gr. Δήμος Νότιας Κυνουρίας, Dimos Notias Kinurias) – gmina w Grecji, w administracji zdecentralizowanej Peloponez, Grecja Zachodnia i Wyspy Jońskie, w regionie Peloponez, w jednostce regionalnej Arkadia. Siedzibą gminy jest Leonidio. W 2011 roku liczyła 8294 mieszkańców. Powstała 1 stycznia 2011 roku w wyniku połączenia dotychczasowych gmin: Leonidio, Tiros i Kosmas.